# Archia (ecista)
Nella mitologia greca, Archia (in greco antico:  Ἀρχίας) era il nome del mitico fondatore (ecista) di Siracusa.

## L'origine e l'esilio

### Discendenza
Si narra che Archia fu figlio d'Evageto; costui era il decimo discendente dell'eraclida Temeno, il quale era a sua volta figlio di Aristomaco - discendente di Illo; figlio d'Ercole e fondatore del popolo degli Illiri - insieme ai due fratelli, Cresfonte e Aristodemo, conquistò e invase il Peloponneso. Avendone scacciato gli Achei, a Temeno toccò la città di Argo - mentre i suoi due fratelli si insediarono presso la Messenia e la Laconia - divenendone reggente.
Fu dal mito di questa discendenza che Archia si disse, oltre che eraclide e bacchiade, anche argivo, poiché suo padre traeva radici genealogiche da quel Temeno signore d'Argo. Il nome di Evageto è attestato nel Marmor Parium, e tuttavia non si è certi della piena affidabilità di tale frammento scolpito.
Archia era un componente della famiglia dei Bacchiadi; era tra i membri più influenti e autorevoli. Tale stirpe viene fatta risalire al ramo dei Dori, e il suo primo esponente fu Alete, il dorico eraclida che occupò Corinto governandola con la sua discendenza fino a Bacchi di Prumnide, e da questi la famiglia mutò il suo nome da Eraclidi in Bacchiadi. Secondo altre versioni invece l'origine del nome sarebbe derivato da Bacchia figlia del dio Bacco.
Da re alle più alte cariche, i Bacchiadi controllavano la vita sociale, militare e politica di Corinto.

### I Bacchiadi e Atteone

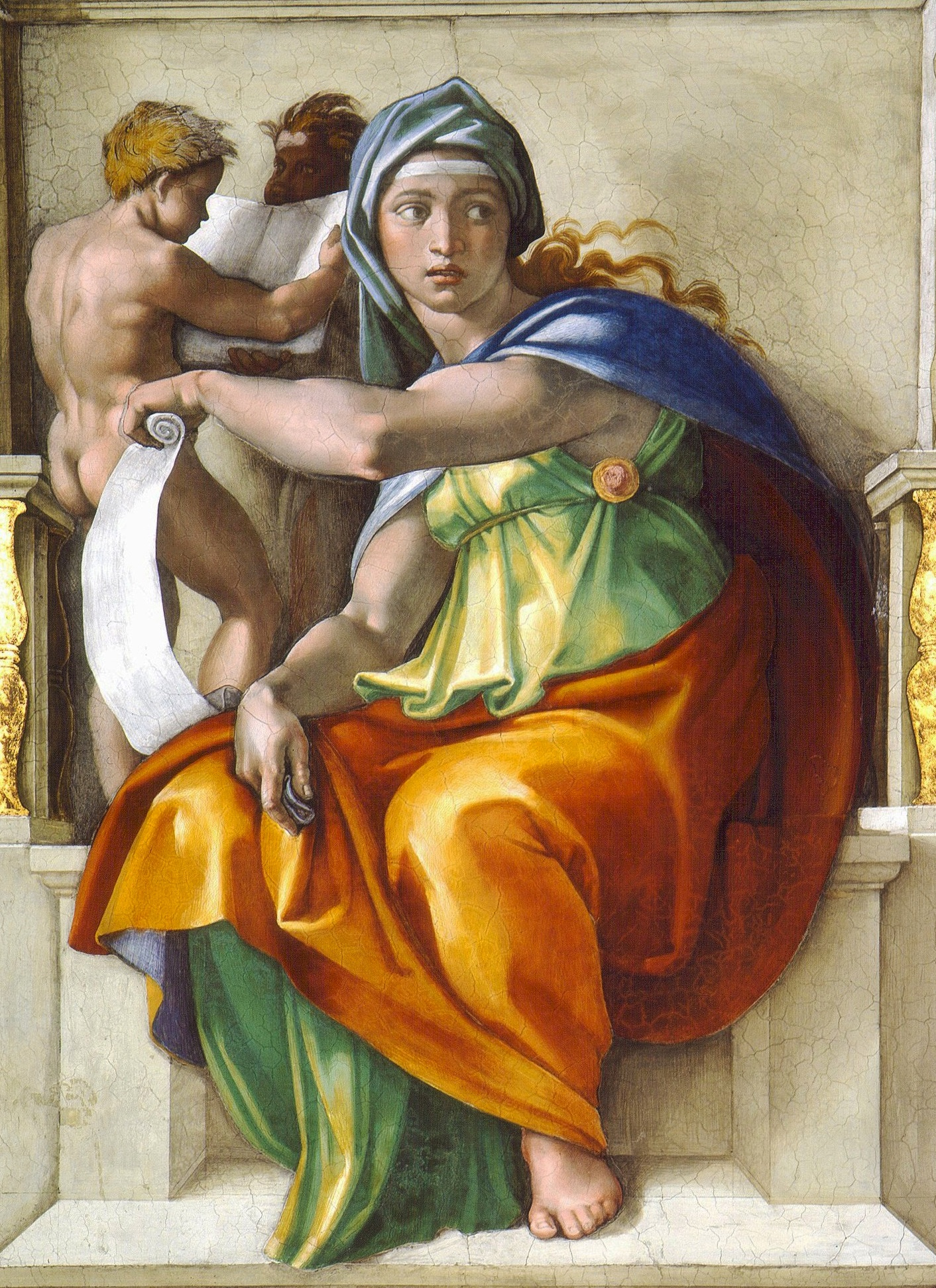
La Sibilla delfica dipinta dal Michelangelo; colei che presso l'«Ombelico del mondo», in nome di Apollo, disse ad Archia di recarsi nel sito dove sarebbe sorta la futura Siracusa.

L'esilio di Archia è dovuto alla tragica vicenda dell'argivo giovane Atteone, figlio di Melisso, il quale, secondo diverse versioni discordanti, venne ucciso dai Bacchiadi.

#### La narrazione di Plutarco
Plutarco - colui che ci ha fornito la versione più dettagliata - narra che tutto ebbe inizio quando Fidone, re di Argo - e discendente di Temene - decise di voler conquistare Corinto per poi farne la propria sede principale dalla quale porre l'avvio all'intera conquista del Peloponneso. Tale Fidone aveva chiesto con una scusa 1 000 giovani corinzi, tra i più fiorenti e coraggiosi, ma il suo reale intento non era amichevole, egli infatti voleva uccidere questi giovani per privare Corinto delle sue forze migliori. Il suo piano fallì a causa del tradimento dei comandanti argivi Dessandro e Abrone; quest'ultimo per fuggire dalle ire di Fidone prese la sua famiglia e si portò con essa al riparo dentro le mura di Corinto. Qui fu ben accolto avendo salvato la città dalle mire argive.
Abrone ebbe un figlio che chiamò Melisso, il quale a sua volta fu genitore di Atteone. Questo giovane, narra Plutarco, era per virtù e bellezza il primo fra i corinzi. Ma egli per queste sue qualità aveva dietro una schiera di spasimanti che volevano sedurlo, dei quali il più ardimentoso era proprio Archia dei Bacchiadi.
Archia venne più volte rifiutato dal giovane Atteone, e non volendo rassegnarsi decise allora che avrebbe usato la forza per averlo. Con altri Bacchiadi della sua famiglia si presentò presso la casa di Melisso, deciso a rapire e portare con sé il giovane argivo. Ma egli e i suoi complici incontrarono la decisa resistenza del padre, Melisso, il quale chiamando altri suoi amici voleva impedire il ratto del figlio.
Nella gran foga che si creò, Atteone venne strattonato dagli uni e dagli altri, finendo lacerato, ucciso in questa maniera. Di tale tragedia Melisso invocò giustizia. Recante il corpo del figlio, si portò in pubblica piazza e qui pronunciò parole d'astio e rammarico verso i corinzi, i quali, dimentichi del bene fatto da suo padre Abrone, lasciavano che i Bacchiadi restassero impuniti per tale crimine commesso ai danni della sua prole.
Egli voleva giustizia contro Archia, ma i corinzi temevano l'ereclida a causa della potente fama di cui erano stati insigniti i Bacchiadi. Vedendo che né Senato e né popolo osava parlare contro il colpevole, durante i giochi dell'Istimo, salì sul Tempio di Poseidone - o Nettuno - e maledicendo i Bacchiadi e invocando il nome di tutti gli dei, afflitto dal profondo dolore, si gettò da un dirupo, non sopravvivendo così al figlio.
(Tommaso Fazello, Della storia di Sicilia deche due ..., 1817, pag. 218)
Dopo la sua morte incominciò un lungo periodo di carestia e pestilenza presso Corinto. Disperati gli abitanti andarono a consultare l'Oracolo delfico - il più importante tra gli oracoli dei greci - e questi rispose loro che l'ira del dio Poseidone era stata scatenata, e non si sarebbe mai placata fino a quando la morte di Atteone non sarebbe stata vendicata.
Archia, che faceva parte della delegazione di corinzi mandati presso l'oracolo, udendo tali parole decise di auto-esiliarsi. Per i sensi di colpa che gli vennero nei confronti dell'intera città, o per il timore che l'ira funesta di Poseidone potesse abbattersi contro di lui se fosse rimasto a Corinto.

#### Altre narrazioni
La narrazione tramandata negli scoli ad Apollonio Rodio è invece differente da quella di Plutarco. Non vi è un Abrone argivo, ed è Melisso ad aiutare la città di Cortinto contro le mire espansionistiche di Argo. Inoltre Atteone non venne ucciso dalla foga di Archia che lo strattonava, ma piuttosto furono colpevoli tutti i Bacchiadi.
Melisso venne a chiedere vendetta, ma non contro il singolo Archia, bensì contro tutta la stirpe dei Bacchiadi. Poiché essi, ritenuti eredi di Bacco, dimostrarono di non poter convivere pacificamente a Corinto, a causa della loro genetica che li rendeva pericolosi. Il responso dell'Oracolo delfico fu quindi l'esilio forzato per tutto il genos dei Bacchiadi.
Lo Scolio di Apollonio nomina solamente Chersicrate, come esponente della famiglia bacchiade. Ed informa che questi andò a fondare Corcira. In questo caso Archia sarebbe stato espulso da Corinto al pari degli altri componenti.
Ma le versioni sull'esilio dei Bacchiadi sono discordanti; Strabone ci informa che Archia venne cacciato insieme a Chersicrate - e non si nomina l'auto-esilio di cui rende testimonianza Plutarco - mentre il resto della famiglia bacchiade rimase in Corinto fino all'avvento della tirannia di Cipselo.
(Strabone, Geografia, VI, 2, 4)
Vi sono dunque due date differenti tra l'abbandono di Archia e il resto della famiglia: Archia andò via da Corinto - insieme al bacchiade Chersicrate - verso la metà del VII sec. a.C., mentre il resto del genos rimase nella città peloponnesiaca fino all'anno 658-657 a.C., ovvero fino a quando Cipselo - per metà bacchiade anche lui - con una scusa mandò i più illustri membri della famiglia a consultare l'oracolo di Delfi e una volta fuori non li fece più rientrare, costringendoli tutti all'esilio.
In altre versioni ancora, a uccidere Atteone non furono i Bacchiadi, ma i devoti di Bacco, i quali durante le feste ad esso dedicate, si resero protagonisti del violento rito dionisiaco, per cui dilaniarono il povero Atteone.
Infine nella narrazione di Diodoro Siculo sparisce qualsiasi riferimento all'argivo Fidone, Abrone o alla collera di Melisso, poiché lo storico d'Agira si concentra solamente sulla vicenda dell'Archia invaghito dell'Atteone. 
(Diodoro Siculo, volgarizzato da Giuseppe Compagnoni in Biblioteca storica di Diodoro Siculo, Volume 3, 1820, pag. 22, XXII, Di Atteone.)
E così conclude:
(Diodoro Siculo, volgarizzato da Giuseppe Compagnoni in Biblioteca storica di Diodoro Siculo, Volume 3, 1820, pag. 22, XXII, Di Atteone.)
Il traduttore di Diodoro, Campagnoni - come altri storici - informa inoltre che secondo Massimo di Tiro Atteone non era figlio di Melisso ma di Eschilo.

## Discendenza
Archia ebbe due figli, Ortigia e Siracusa.

## L'Archia argivo e il borgo di Tenea
Storici come Eugenio Manni, considerando la non indifferente quantità di indizi che collegano in un modo o nell'altro (attraverso l'archeologia e attraverso le fonti antiche) Argo a Siracusa, hanno ipotizzato che la leggenda che vuole Archia un corinzio di nascita e dunque un Bacchiade-Eraclide, fosse in realtà da rivedere in chiave argiva. Per questo motivo, alcuni sostengono che il Marmor Parium si fosse equivocato stabilendo che Archia era un Bacchiade di Corinto, mentre in realtà egli era solamente in stretti rapporti con tale nobile famiglia; ciò spiegherebbe anche l'anomalia del comportamento di Melisso, padre di Atteone, che non aveva voluto concedere suo figlio ad un nome tanto importante come quello degli Eraclidi. Il borgo di Tenea - il più esteso della regione corinzia - sarebbe stato in origine appartenente all'Argolide, e solo dopo la sconfitta del re argivo Fidone, sarebbe passato alle insegne corinzie. Dunque Archia, che avrebbe risieduto in Tenea - dal quale preleverà il maggior numero dei suoi coloni - era un argivo e come lui lo erano tutti i teneati che, proprio a causa della sconfitta di Fidone e dell'annessione della loro terra a Corinto, furono costretti all'esilio. Col passare del tempo la situazione politica corinzia si stabilizzò, ed essendo la metropoli divenuta ben più nota del suo borgo i coloni di Siracusa si dissero solamente corinzi, così come solamente corinzia si disse la sua origine: dimenticando l'importante componente argiva che l'aveva fondata. Ciò rimane ovviamente solo una delle tante ipotesi che girano intorno al periodo meno noto e più arcaico di Siracusa.